# Agence béninoise de régulation pharmaceutique
L'Agence Béninoise de Régulation Pharmaceutique  en abrégé ABRP est un établissement public à caractère social, doté d'une personnalité juridique et d'une autonomie financière, elle est placée sous la tutelle du  Ministère de la Santé. À sa tête se trouve Yossounon Chabi qui est l'actuel directeur général,,.

## Mission
Placée sous la tutelle du ministère de la santé, elle a pour mission de coordonner la politique pharmaceutique nationale, de superviser le secteur pharmaceutique et de garantir le respect des lois et règlements dans son domaine de compétence. Cela englobe la surveillance des établissements de fabrication, d'importation, d'exportation et de vente en gros de produits de santé, des établissements de dispensation ou de commercialisation de produits de santé, des établissements de représentation pharmaceutique, des établissements d'exploration diagnostiquent, des laboratoires de contrôle de la qualité des produits de santé, ainsi que toutes les activités pharmaceutiques et parapharmaceutiques exercées au Bénin ou destinées au marché béninois.

## Attributions
- En matière de la politique nationale[4],[5],[6]:

La mission de l'Agence est de développer et mettre en œuvre la politique nationale en matière de pharmacies et de médicaments, de laboratoires d'analyses biomédicales, d'imagerie médicale et de transfusion sanguine. Cela comprend l'élaboration de directives, de normes et de réglementations appropriées pour ces secteurs, ainsi que leur application effective. L'objectif est de garantir la qualité, la sécurité et l'accessibilité des services pharmaceutiques et des prestations médicales associées, tout en assurant le respect des bonnes pratiques et des normes professionnelles.
- En matière de Système logistique[4]:

La mission de l'Agence est d'élaborer et de mettre en œuvre le système de logistique nationale des médicaments, des matériels et des consommables médicaux, y compris ceux utilisés dans les laboratoires d'analyses biomédicales, l'imagerie médicale et la transfusion sanguine. Cela implique de développer des stratégies efficaces pour l'approvisionnement, le stockage, la distribution et la gestion des produits de santé dans tout le pays. L'objectif est d'assurer un accès adéquat, sûr et continu aux médicaments et aux équipements médicaux essentiels, en veillant à ce qu'ils soient disponibles là où ils sont nécessaires, en quantités appropriées et en respectant les normes de qualité.
- En matière d'établissement pharmaceutique[4]:

L'Agence a pour mission d'élaborer et de mettre en œuvre la réglementation relative aux établissements pharmaceutiques, aux laboratoires d'analyses biomédicales et à l'imagerie médicale, tant dans le secteur public que privé. Cela inclut l'élaboration de normes, de directives et de procédures réglementaires visant à garantir la qualité, la sécurité et l'efficacité des services fournis par ces établissements. L'objectif est de promouvoir des pratiques conformes aux normes internationales, de protéger la santé publique et d'assurer des soins de santé de qualité pour la population. L'Agence est chargée de veiller au respect de la réglementation, d'effectuer des inspections et des contrôles réguliers, et d'imposer des sanctions en cas de non-conformité.
- En matière de supervision des établissements[4],[7]:

L'Agence a pour responsabilité de superviser les établissements pharmaceutiques, les laboratoires d'analyses biomédicales et les centres de transfusion sanguine afin d'assurer la qualité et la sécurité des services fournis, ainsi que de garantir la pharmacovigilance. Cela implique la mise en place de mécanismes de surveillance et de contrôle pour s'assurer que les établissements respectent les normes de qualité, les bonnes pratiques et les réglementations en vigueur. L'Agence est chargée de mener des inspections régulières, d'évaluer les processus de travail, de vérifier la conformité aux protocoles et aux normes de sécurité, et de signaler les incidents ou les effets indésirables liés à l'utilisation de médicaments ou de produits de santé. L'objectif principal est de garantir la sûreté des patients et de promouvoir une utilisation appropriée des médicaments et des produits de santé.

## Organisation et Fonctionnement
L'Agence Béninoise de Régulation Pharmaceutique est composée de différentes entités, qui sont sous la supervision du Directeur Général. Ces entités comprennent,:
- Le Secrétariat Particulier (SP) : responsable de fournir un soutien administratif et logistique au Directeur Général.

- La Cellule d'Audit Interne et de Management de la Qualité (CAIMQ) : chargée d'effectuer des audits internes pour assurer la conformité aux normes de qualité et de gestion au sein de l'Agence.

- La Personne Responsable des Marchés Publics (PRMP) : responsable de gérer les procédures de passation des marchés publics conformément à la réglementation en vigueur.

- La Cellule de Contrôle des Marchés Publics (CCMP) : chargée de contrôler et d'évaluer l'exécution des marchés publics afin de garantir leur transparence et leur conformité.

- La Cellule Juridique et du Contentieux (CJC) : responsable de fournir des conseils juridiques, de traiter les litiges et d'assurer le respect des lois et des règlements en matière pharmaceutique.

- La Cellule des Systèmes d'Information et de la Planification (CSIP) : responsable de la gestion des systèmes d'information, de la planification stratégique et de la collecte de données au sein de l'Agence.

En outre, l'Agence comprend également les Directions Techniques suivantes :
- La Direction de l'Administration et des Finances (DAF) : responsable de la gestion administrative et financière de l'Agence.

- La Direction des Inspections, des Vigilances et des Essais Cliniques (DIVEC) : chargée de mener des inspections, de surveiller la sécurité des médicaments et de superviser les essais cliniques.

- La Direction des Homologations et des Etablissements (DHE) : responsable de l'homologation des médicaments, des dispositifs médicaux et de la réglementation des établissements pharmaceutiques.

Ces entités et directions techniques travaillent ensemble pour assurer la réglementation et la supervision efficace du secteur pharmaceutique au Bénin.